# 1982-es US Open (tenisz)
Az 1982-es US Open az év harmadik Grand Slam-tornája volt. A US Open teniszbajnokságot ebben az évben 102. alkalommal rendezték meg augusztus 31–szeptember 12. között. A férfiaknál az amerikai Jimmy Connors, a nőknél a szintén amerikai Chris Evert-Lloyd győzött.

## Döntők

### Férfi egyes
Jimmy Connors -   Ivan Lendl,  6–3, 6–2, 4–6, 6–4

### Női egyes
Chris Evert-Lloyd -  Hana Mandlíková, 6–3, 6–1

### Férfi páros
Kevin Curren /  Steve Denton -  Victor Amaya /  Hank Pfister, 6–2, 6–7(4), 5–7, 6–2, 6–4

### Női páros
Rosemary Casals /  Wendy Turnbull -  Barbara Potter /  Sharon Walsh,  6–4, 6–4

### Vegyes páros
Anne Smith /  Kevin Curren -  Barbara Potter /  Ferdi Taygan, 6–7, 7–6(4), 7–6(5)

## Juniorok
Ebben az évben először rendezték meg a juniorok páros tornáját is.

### Fiú egyéni
Pat Cash –  Guy Forget 6–3, 6–3

### Lány egyéni
Beth Herr –  Gretchen Rush 6–3, 6–1

### Fiú páros
Jonathan Canter /  Michael Kures –  Pat Cash /  John Frawley 7–6, 6–3

### Lány páros
Penny Barg /  Beth Herr –  Ann Hulbert /  Bernadette Randall 1–6, 7–5, 7–6